# Bio 100%
Bio_100%（バイオひゃくパーセント）は、フリーウェア及びシェアウェアゲームの制作団体（1998年以前は同人ゲームサークル）である。主にPC-9800シリーズを対象とした作品を多く発表した。

## 概要
1991年に同人ゲームサークルとしてフリーソフトウェア作者のalty、metys、羊男らが設立。交流、開発、発表すべてにネットワークを活用し、アスキーネットを中心として様々なゲームを発表した。
多くが無料で遊ぶことができるフリーウェアであったが、製作者が作りたいものを作り、ユーザーとはその楽しみを共有するといった立ち位置で、単に無料でユーザーにゲームを配布する無償奉仕集団ではない
単独ないし少人数で開発されることが多い当時のフリーウェアとしては珍しく、Bio_100%のゲームは、数名の人員が携わり分業で開発されるゲームが多かった。また、参加人数が約20人近くにも及んだため、開発されたゲームが多くの分野にわたるのも大きな特徴である。また、各人が「集まって」ゲームを制作すると言うことは基本的になかったようで、1992年夏に行なわれた座談会においては「そんなことをするとつまらないものしかできない」などと語られている。
ただし、ゲームに用いられるライブラリなどについては、複数のものが開発がされており、制作者間での共有がなされている。
1993年第2回フリーソフトウェア大賞特別賞を作者グループとして受賞。
同人ゲームサークル的活動が主であったが、1998年に法人格を取得し、有限会社バイオ百パーセント（Bio_100% Inc.）を設立。活動もさらに活発化するかに思われていたが、1999年のハードディスクのクラッシュ及びサーバ障害を機に活動を休止。参加者それぞれは各方面で活躍している。
2004年に『蘇るPC-9801伝説』で『Super Depth』等のソフトウェアをエミュレータで動作する形で収録。
2008年8月10日、に休止していた公式ウェブサイトを大幅に刷新。当時の参加者らのインタビューや、今までに作られたゲームのレビュー等が掲載された。また、同ウェブサイト内で『Super Depth』のBGMが吹奏楽にて、『Finalty』のBGMがオーケストラによって演奏されたアレンジ版が録音され、Bio_100%のほぼ全てのゲームのオリジナル音源と共に収録された4枚組みのCD-BOXとして発売する事を発表、2009年2月に810枚限定で配布された。CDに収録された全ての音源は同ウェブサイト上で視聴出来る。その後も、ネットランキングに対応したNyaHaX'93のAdobe Flash移植版を発表するなど、活動が続いている。
2011年に『Super Depth』のAndroid版を公開。
2012年12月10日に『NyaHaX 2010』のiPhone/iPad版とAndroid版を公開。

## 構成メンバー
- alty - アルティ。本名 森栄樹。1968年生まれ。日本大学理工学部物理学科卒。代表格であり、新規メンバーのスカウトなども多く行なっていた。ゲーム開発ではアクションゲームを得意とし、Super Depthなどを開発。NTTデータ通信、マイクロソフトでDirectXの開発を経て[8]、Bio_100%のメンバーとソフトウェア開発企業を立ち上げ、ドワンゴと合流。ドワンゴ開発部長を経て、2008年1月からは情報機器の企画、デザイン等を手がける株式会社アノドスの代表取締役社長となる[5][9][10][11][12]。
- metys - メティス。1967年生まれ。本名 竹越毅（たけこしごう）。Bio_100%の「重鎮」であり[13]、Bio_100%の名付け親でもある。若かりし頃には自己顕示欲のためにゲームを作る、俺のゲームが一番おもしろいと公言してはばからなかった[14][9]。
- 羊男 - 1967年生まれ、本名 増谷正男。舞瑠華のほか、!J゜U（なのれー）との共作によるアクションアドベンチャーゲーム『TURB』シリーズなどを制作[15]。2008年現在も各所でゲーム開発に携わっている[16]。
- !J゜U（〔ママ〕、読み仮名は「なのれー」）、nano-Ray-speX（なのれーすぺくす）、なのれー博士などとも。本名 黒柳陽子。1968年生まれ。メンバーの紅一点であり、イラストやシナリオを担当しており[17]、後年『たまごっち』の企画にも携わる。1997年「有限会社クネップ」を起業する[18][19]。
- fin - フィン。本名 市川宜敬（いちかわたかゆき）。1970年生まれ。幼稚園時代からピアノを習い、Bio_100%の音楽の多くを担当する[20]。
- NEW - finの弟。本名 市川知稔（いちかわのりとし）。1972年生まれ。いつの間にかBio_100%に参加することになっていた。作曲と言うよりは、音源ドライバー担当者と言った面が強いメンバーである[9][21]。
- たいにゃん
- nag
- steelman - 当時（1992年夏頃）、受験生ながらサークルに参加[13]。
- 恋塚 - 本名 戀塚昭彦（こいづか あきひこ）。1970年生まれ。master.libなどのライブラリ制作を多く手がける。2008年現在ドワンゴにてニコニコ動画の開発などに携わっている[22]。
- Ajax
- TODOS
- tarbo
- 景虎
- femy - BGMライブラリなどを制作[9][23]。
- Daichi - 本名 大池浩一。書籍『Bio_100％ フリーゲームコレクション』ではSPECIAL THANKS扱いで[9]、巻頭のコラムや[24]、巻末の座談会の司会を担当した[25]。
- Kazumi
- こもも
- tacox（octpus.x） - たこエックス（TACO.X、TACOX）名義で雑誌『週刊ファミ通』のゲームクロスレビューを担当。批評が辛口であることで有名だった[26]。
- Ascomoid.

## 代表作

### シューティング
- Super Depth - 第1回フリーソフトウェア大賞アミューズメント部門受賞作品。プログラムはalty。
- Super Depth2 Finalty - 『Super Depth』の続編。
- Super Depth（Windows版 開発中）
- Super Depth（Flash版）
- Super Depth（Android版）
- WinDepth（Windowsコンソーシアム主催Windows Multimedia GrandPrix'94 WinG部門賞）
- MARKADIA
- CaraX'92 - 3分間という制限時間内での高得点を競うタイプのタイムトライアルシューティングゲーム。自機がやられるたびに制限時間にペナルティ。また、自機の攻撃の命中率が高ければ、ステージクリアごとに命中率にたボーナスが制限時間に加算される。また、敵機が攻撃を行なっている最中に撃墜すると、高得点が得られるなどといった要素もある。操作系は4方向、1ボタン（ショット）。プログラムはalty[27]。
- NyaHaX'93
- NyaHaX'93（Flash版）
- CaraX'95
- Owl-Zoo
- TWINS2
- GOGGLE-II - 真上見下ろし画面の戦車シューティングゲーム。操作は4方向2ボタン（ショット、グレネード）。自機を中心に背景が回転するタイプのゲームである。5種類のパワーアップアイテムあり。プログラムはsteelmanとfemy[28]。
- Super Spartan（GOGGLE-III）
- 爆突TURB
- たたかえ! パクファモロワ!
- Camel-Zoo
- eFORTH（テスト版） - 宇宙を舞台にした3Dシューティングゲーム。画面はポリゴンで構成されている。プログラムはたいにゃん[29]。
- NyaHaX 2010（Flash版）
- NyaHaX 2010（iPhone/iPad版）
- NyaHaX 2010（Android版）

### アクション
- Metys's Snow Wars - 雪玉を投げて敵を倒し、囚われた妹を助ける2Dスクロールアクションゲーム。
- Mogler（Mogler / FLIXX / POY）
- Check Bell
- cray shoot
- 蟹味噌 - 慣性の効いた「青玉」を操作し、体当たりと誘導を駆使し、敵の青玉、紫玉を壁にぶつけて駆逐するアクションゲーム。操作は4方向レバー+1ボタン（ブレーキ）。プログラムはalty[30]。
- KANIMISO 64
- 戦国TURB - #戦国TURBおよび戦国TURB#PC版を参照。
- 戦国TURB（for DreamCast）
- Dynamo - ボムとハイパーボムの2種類の爆弾を使って敵と戦う見下ろしタイプの2Dアクションゲーム。画面は2つに区切られ2人同時プレイが可能。プログラムは羊男[31]。
- Pecker
- 大江戸爆弾小僧
- 爆弾処理班
- moon landing

### RPG・アドベンチャー
- 舞瑠華I - 3Dダンジョンロールプレイングゲーム。全6ラウンドで、1フロア完結形式。仲間は現地調達で、主人公と仲間4人の最大5人のパーティーでゲームを進める。プログラムは羊男[32]。ただし『舞瑠華I』の制作時には羊男はまだBio_100%には参加していない[16]。
- TURB - 猫が主人公のアクションアドベンチャーゲームで、第1話 - 第3までの3作品のシリーズ。本シリーズはシェアウェアである。1992年に発売された書籍では、価格の一部がTURBの登録料（シェアウェア料）として扱われていた[33]。しかし、1992年夏の座談会時点でダウンロード数が2,000回以上となっていたにもかかわらず、登録料は20件程度しか支払われていなかったという[34]。
- ある勇者の憂鬱 - 文字だけで構成されたテキストアドベンチャーゲーム。43種類のマルチエンディング方式。プログラム・シナリオは羊男[35]。
  - 夕゛夕゛[注 3] - ある勇者の憂鬱のパロディー。シナリオは!j°U[36]。
- 英雄戦隊バイオージャ - ロールプレイングゲーム。実写取り込みのBio_100%メンバーが登場し、彼らを味方（パーティーのメンバー）にすることができる。4人の魔女を打倒することがゲームの目的であるが、書籍に掲載されている画面写真によれば、魔女の1人 Meryl（メリル）は全裸である[37]。

### ドライブ・レーシング
- CarII GRANDPRIX[注 4] - 真上からの見下ろしタイプの2Dレースゲーム。走行中の操作データを保存しておき、それを再生することで「ゴーストカー」として画面に表示させ、自機と速度を競うことも可能で、パソコン通信などを介して他人と間接的に対戦することが可能であった。別途「公式集計ツール&データ集」[39]、「専用コースエディタ」などもあり[40]、かなりの盛り上がりをみせた[2]。プログラムはaltyとiR[38]。
- POLESTAR - 疑似3Dのドライブゲーム。
- ろりろりろーりんぐ - 自機を背後から見たかたちの3Dレースゲーム。左右に移動する度に画面も左右に「ローリング」（回転）するのが特徴。コースを走るのではなく、ゲートを次々とくぐり続けるのが目的である。プログラムはmetys[41]。
- Out-In-Out
- ROLLING95 - 『ろりろりろーりんぐ』の1995年版リメイク。
- Folmura-1 GrandPrix '92[注 5] - 『CarII GRANDPRIX』と類似のシステムのレースゲーム。プログラムは恋塚、協力：Kazumi[42][43]。

## メンバーの活躍

### ドワンゴ
メンバーの代表格であるaltyは、過去にドワンゴの代表取締役副社長だった。その他にも数名のBio_100%のメンバーが在籍している。
前述の「有限会社バイオ百パーセント」はドワンゴの大株主であり、alty自身もドワンゴの株を約5％ほど保有する大株主である。

### DirectX
altyは、マイクロソフト在籍時にDirectXの開発にも携わった。

### WebMoney
metysは、現在ウェブマネーに在籍しており、WebMoneyの決済システム開発に初期の頃から携わっている。

### たまごっち
TURBシリーズなどのゲームキャラクターを担当したnano-Ray-speXは、ウィズに在籍したときにたまごっちの企画・開発・デザインを担当していた。

### 戦国TURB
『戦国TURB』は、!j°U こと nano-Ray-spex（なのれー博士）、羊男（ひつじ博士）による、PC-9801向け戦国アクションゴチャキャラゲーム。
有限会社クネップ（qnep）を起業したなのれー博士と、NECホームエレクトロニクスゲーム部門（NECインターチャネルではない）に入社したひつじ博士が、ドリームキャスト向けソフトとして復活させている。
また、そのファンディスクとして同じくDC用に発売された『戦国TURBF.I.D（Fanfan I ▼me dunce-doublentendre）』では、Bio_100％としてPC-9821シリーズ向けにリリースした『爆突TURB』と同名のSTGも収録。他にもひつじ博士の『'moonlanding'』や『たたかえ！パクファモロワ』も収録されている。
ドリームキャスト初期に発売された『戦国TURB』は、その（なのれー特有の）麻薬的な世界観が話題となり、カルト的な確固たる人気を博した。雑誌『週刊ファミ通』には冷たくあしらわれたものの、雑誌『ドリマガ』では大人気だった。

### 2ちゃんねる、ニコニコ動画
2001年に起こった転送量増大による2ちゃんねる閉鎖危機の際、メンバーの一人が掲示板のプログラムを改良したという話がある。さらに、西村博之の著書『2ちゃんねるはなぜ潰れないのか？』（扶桑社、ISBN 978-4-594-05388-8）でも、2001年の問題発生時はUNIX板のユーザーが解決してくれた事、そして、そのユーザーがニコニコ動画のスタッフである事が語られている。
また、上述の通りドワンゴは、Bio_100%と縁浅からぬ会社だが、2ちゃんねる管理人の西村博之とドワンゴからなる『ニワンゴ』の動画共有サービス「ニコニコ動画」について、2007年6月18日付、2007年12月17日付において、Bio_100％の恋塚（戀塚）が「ニコニコ動画の中の人」の1人として取材を受けている。

## 名前の由来
Bio_100%という名前の由来は「生命が持てるエネルギーを100%注ぎ込む」などという小難しいものではなく、そう見せかけつつむしろそのようなことを考える人間を困らせてやろうとmetysが「なんとなく」付けたとされる。
異説としては、ゲームセンター施設「新宿スポーツランド西口店」（現 クラブセガ新宿西口）に集う仲間を指して、当時のjunk.test内で「俺たちスポーツ仲間」と呼んだことから、スポーツ仲間が転じて肉体派を意味するBioの呼称につながったとのものもある。しかし1992年夏のメンバー座談会においては、「スポーツ仲間」という案もあったがボツになったと語られているのみである。
しかし上記由来をひっくり返す真実が2008年8月10日にリニューアルされた公式サイトのINTRODUCTIONに掲載された。それによると、オレンジ果汁100％のような脈絡の無さと、Void氏のクールさ、技術トレンドを消費するアンチテーゼ的な意味をもたせつつ、ダサさを狙って付けられたとされる。

## 書籍
- バイオ100パーセント『Bio_100% フリーゲームコレクション PC-9801版』アスキー出版局、1992年12月。ISBN 4-7561-0538-6。
  - pp. 94–99, 「俺たちのゲームは最高だぜ！ Bio_100%座談会」
- バイオ100パーセント『Bio_100% ゲームコレクション PART2』アスキー、1995年4月。ISBN 4-7561-0578-5。
- 「パソコン通信がなかったらBio_100%はなかった〜Bio_100%代表 森栄樹氏インタビュー〜」『月刊アスキー別冊 蘇るPC-9801伝説 永久保存版』アスキー、2004年3月18日。ISBN 978-4-7561-4419-5。